# Joaquín Miguel Gutiérrez (Pijijiapan)
Joaquín Miguel Gutiérrez es una localidad del estado mexicano de Chiapas. Es parte del municipio de Pijijiapan.

## Toponimia
El nombre de la localidad rinde homenaje a Joaquín Miguel Gutiérrez, promotor de la incorporación de Chiapas a México.

## Demografía
| Gráfica de evolución demográfica |
|                                  |

| Censo | Población |
| ----- | --------- |
| 1940  | 173       |
| 1950  | 994       |
| 1960  | 1 244     |
| 1970  | 1 387     |
| 1980  | 1 421     |
| 1990  | 1 726     |
| 2000  | 1 563     |
| 2010  | 1 617     |
| 2020  | 1 581     |